# 臺中市立圖書館大肚瑞井分館
臺中市立圖書館大肚瑞井分館位於臺灣臺中市大肚區，為臺中市立圖書館的一座分館。